# ورزشگاه آرارات

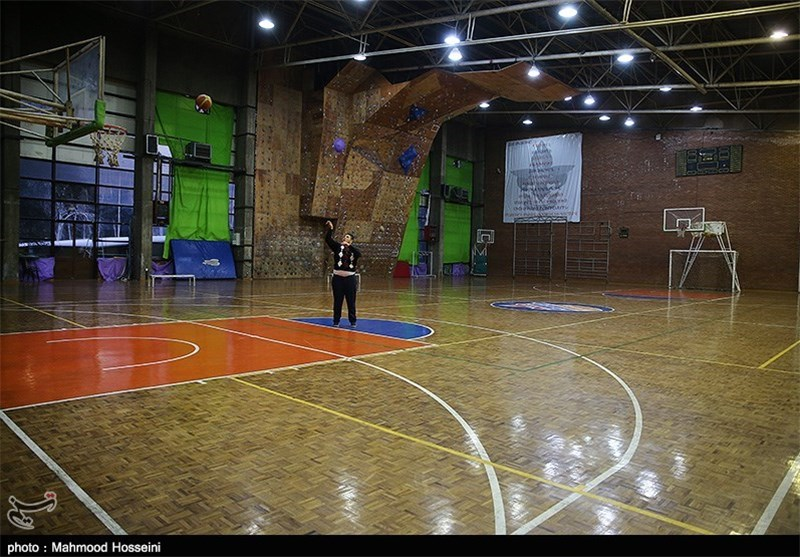
سالن بسکتبال ورزشگاه آرارات

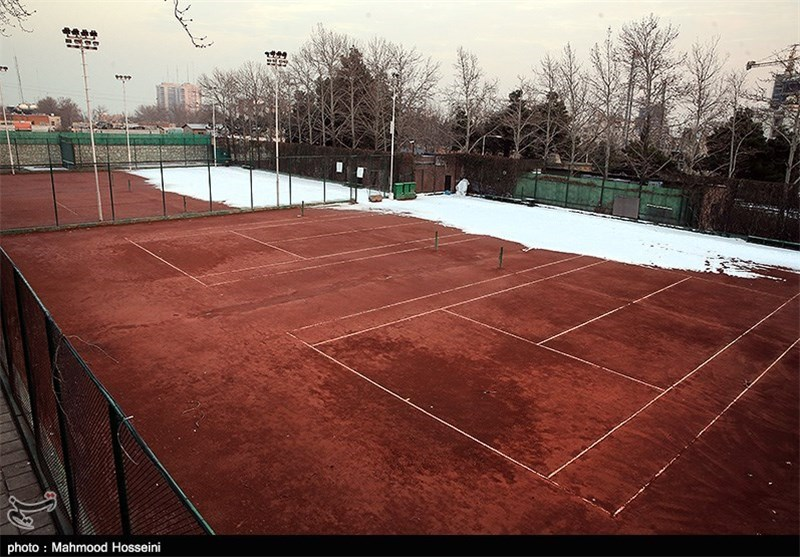
زمین تنیس ورزشگاه آرارات

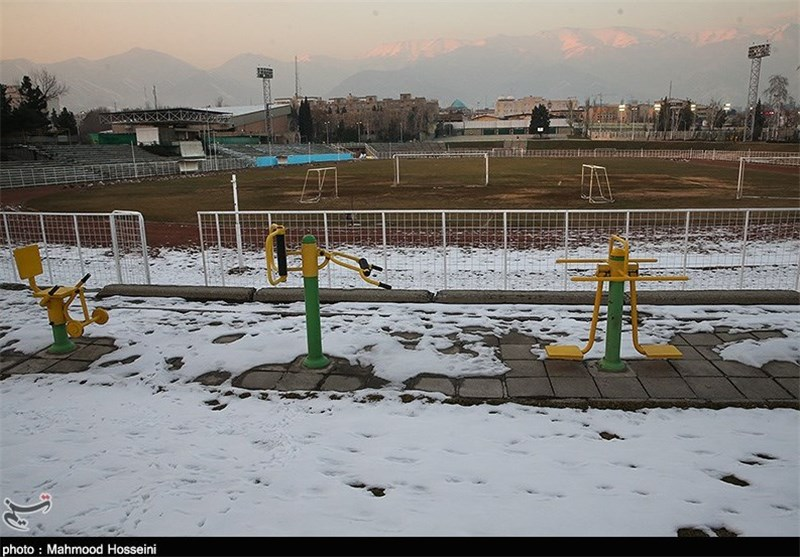
زمین فوتبال ورزشگاه آرارات

ورزشگاه آرارات (ارمنی: Արարատ մարզադաշտ) که با نام باشگاه آرارات نیز شناخته می‌شود، یک مجموعه ورزشی ویژه ارامنه در تهران است. این ورزشگاه در منطقه ونک در غرب بزرگراه کردستان جای دارد و در سال ۱۳۵۰ خورشیدی ساخته شده است و زمین اختصاصی باشگاه فوتبال آرارات تهران به‌شمار می‌رفت. طراح این ورزشگاه رُستُم وُسْکانیان بوده است.

## ویژگی‌ها
این مجموعه در فضایی با وسعت ۷۴٬۰۰۰ متر مربع در منطقه ونک تهران در رشته‌های تنیس، فوتبال، بسکتبال، والیبال، شنا، بوکس، تکواندو، دو و میدانی، پینگ پنگ، فوتسال، بدن‌سازی، کوهنوردی، سنگ‌نوردی، شطرنج و بیلیارد فعال است.
سالن ورزشی سرپوشیده چند منظوره به گنجایش ۱۵۰۰ نفر نیز از جمله امکانات ورزشگاه است. از دیگر امکانات ورزشگاه می‌توان به ۲ استخر روباز، استخر کودکان، ۴ زمین تنیس، پیست دو و میدانی، پیست پرش طول، امکانات صخره‌نوردی، سونا، جکوزی، زمین بسکتبال، سالن فوتسال، سالن بیلیارد، سالن بدنسازی، سالن بوکس و سالن تکواندو اشاره نمود.
این مجموعه ورزشی دارای یک ورزشگاه فوتبال با چمن طبیعی و با گنجایش ۱۵٬۰۰۰ تماشاگر است که در ضلع شمالی مجموعه قرار گرفته است. افزون بر آن یک زمین فوتبال با چمن مصنوعی نیز در ضلع شمال شرقی ورزشگاه وجود دارد.

## کاربری‌ها

### ورزشی
بازی‌های المپیاد ورزشی ارامنه و در چند سال گذشته بازی‌های تیم ملی فوتبال زنان ایران در این ورزشگاه برگزار شده است.

### فرهنگی
این ورزشگاه یک سالن کنفرانس و همچنین یک تالار مدرن برای برگزاری جشن‌ها و مراسم فرهنگی نیز داراست.